# John McCarthy
John McCarthy (Boston, Massachusetts, 4 de setembre de 1927 - Stanford, Califòrnia, 24 d'octubre de 2011) fou un informàtic estatunidenc i científic cognitiu que va rebre el Premi Turing el 1971 per les seves importants contribucions en el camp de la intel·ligència artificial (IA). Va ser el responsable de la creació del terme «Intel·ligència artificial» en la seva proposta de 1955 per la Conferència de 1956 a Dartmouth, i fou l'inventor del llenguatge de programació Lisp.

## Biografia
John Patrick McCarthy era el més gran de dos germans, fill d'un irlandès immigrant i militant sindical i d'una jueva lituana, sufragista, que formaven part del Partit Comunista dels Estats Units d'Amèrica (EUA) durant els anys 30. A causa de la salut del seu fill, la família va emigrar el 1944 a Califòrnia. Educat en el pensament lògic i aficionat als llibres, mentre treballava com a fuster, pescador, organitzador sindical i inventor, el 1948 el jove McCarthy es va llicenciar en Matemàtiques a l'Institut de Tecnologia de Califòrnia. El 1951 es va doctorar en la mateixa disciplina a laUniversitat de Princeton. Després d'estar-se a Princeton, Stanford, Dartmouth i el MIT, va passar a ser professor a temps complet a la Universitat Stanford el 1962, en la qual va quedar-se com a docent i investigador fins a la seva jubilació a finals del 2000. Després de retirar-se, va ser nomenat Professor Emèrit d'aquesta universitat.
McCarthy va inventar el llenguatge de programació Lisp i va publicar el seu disseny en Comunicacions del ACM el 1960.
El 1957, John McCarthy va fundar, juntament amb Marvin Minsky, el Laboratori d'Intel·ligència Artificial del MIT, i va ajudar a motivar la creació del Projecte MAC. El 1962, va marxar i va fundar el Laboratori de IA de la Universitat Stanford.
El 1961, va ser el primer en suggerir públicament que la tecnologia de temps compartit de les computadores podria conduir a un futur en el qual el poder del còmput i també de les aplicacions específiques podrien ser venudes com un servei.
La idea d'una computadora o d'un sistema informàtic com a servei era molt popular a finals de la dècada dels 60, però va desaparèixer a mitjans dels 70 quan va quedar clar que el hardware, el software i les tecnologies de la telecomunicació no estaven preparades. Tanmateix, des del 2000, la idea va reaparèixer en diferents formes.
A part del Premi Turing, McCarthy va rebre altres distincions i va ser membre de diferents acadèmies. El 2010 va ingressar en l'anomenat "IEEE Intelligent Systems Hall of Fame".
Respecte a la seva vida privada, McCarthy va contraure matrimoni tres vegades. La segona dona, amb la qual va estar durant la dècada dels 70, va ser la programadora de la IBM Vera Watson, que havia nascut a la Xina encara que els seus pares eren provinents de Rússia i havia arribat als EUA als anys 50. A més, era escaladora de nivell internacional, una afició que compartia amb McCarthy. El 1976, va ser la primera dona que va escalar en solitari l'Aconcagua. Va morir el 1978 en un accident mentre tractava de coronar l'Annapurna. Del primer i del tercer matrimoni, McCarthy va tenir dues filles i un fill.
Encara que va rebutjar el marxisme com a poc científic, la política sempre va formar part dels seus interessos i al llarg de la seva vida va participar en campanyes públiques. Va tenir un especial interès en què la computació fos cada cop més de domini públic. Als anys 90 va lluitar perquè s'introduís a la Carta de Drets dels Estats Units la protecció específicament de les dades i de comunicacions informàtiques, així com el dret dels usuaris a poder llegir, corregir i limitar l'accés als propis arxius.